# Ryzyko finansowe
Ryzyko finansowe – rodzaj ryzyka, związane ze strukturą kapitałową kredytobiorcy. Jeżeli podmiot gospodarczy finansuje swój majątek kapitałami obcymi, to istnieje ryzyko, że odsetki będą na tyle wysokie, że znajdzie się on w trudnej sytuacji ekonomicznej i nie będzie on w stanie dokonać spłaty kredytu lub wykupu obligacji. Ryzyko to jest tym wyższe, im wyższy jest udział kapitałów obcych w strukturze kapitałów kredytobiorcy oraz im wyższe są koszty jego pozyskania. Ryzyko finansowe przenosi się na wierzycieli danego podmiotu, np. bank kredytujący jego działalność lub inwestorów, którzy nabyli jego obligacje.